# メガヒットライブ
『メガヒットライブ』とは1996年から1998年までTBSにて放送された音楽特別番組で『CDTV』の兄弟番組にあたる。

## 出演者

### 総合司会
- KinKi Kids
  - 堂本光一
  - 堂本剛
- 恵俊彰（ホンジャマカ）

### アシスタント
- 久本雅美
- 進藤晶子（当時TBSアナウンサー）

### 中継レポーター
- 松村邦洋（1997年のみ）
- キャイ〜ン（1998年のみ）
  - ウド鈴木
  - 天野ひろゆき

### ゲストアーティスト
- SMAP
- シャ乱Q
- モーニング娘。
- V6
- TOKIO
- SPEED
- MAX
- B'z
- PUFFY
- 篠原ともえ
- 華原朋美
- 安室奈美恵
- GLAY

ほか

## 歴代放送時間・タイトル
| 放送回数 | 放送日 （TBS）           | 放送時間 （日本時間）      | 放送タイトル                           |
| -------- | ------------------------ | -------------------------- | -------------------------------------- |
| 1        | 1996年8月24日 （土曜日） | 18:30 - 20:54（2時間24分） | 今夜独占!最強生放送'96メガヒットライブ |
| 2        | 1997年8月30日 （土曜日） | 18:30 - 20:54（2時間24分） | 今夜独占!最強生放送'97メガヒットライブ |
| 3        | 1998年8月29日 （土曜日） | 18:30 - 20:54（2時間24分） | 今夜独占!最強生放送'98メガヒットライブ |

補足
- 第1回は日本テレビにて『24時間テレビ19』が放送された。
- 第2・3回は8月最終土曜日に放送された。

## スタッフ
1998年8月29日放送分
- ナレーション：ミック・ポンド、鳥井美沙
- 構成：田中直人、ひぐちひろき(樋口弘樹)、いまぷくけんじ(今福賢司)
- ＜スタジオスタッフ＞：
  - TD：杉田謙二
  - カメラ：河野志朗
  - VE：高松央
  - 音声：柳沢任広
  - 照明：笠原義博、笹谷敦（バリライト）
  - 音響効果：三澤恵美子、高山ひろみ
  - 美術プロデューサー：河瀬洋男
  - 美術デザイナー：橘野永、大西孝紀
  - 美術制作：長谷川隆之、与田滋
  - 装置：森田正樹、石原隆
  - 特殊装置：佐藤政仁
  - 装飾：篠原直樹
  - 電飾：真鍋明
  - 特殊効果：土屋英二
  - CG・テロップ：尾崎至晃
  - リサーチ：川上共子、村山由紀子
  - 公開：廣中信行、松元裕二
  - コレオグラファー：SANCHE
  - 音楽：ハーフトーンミュージック
- ＜中継スタッフ＞：
  - 〜赤坂BLITZ〜：
    - TP：吉田武志
    - TD：北村公一郎
    - カメラ：中田奈穂子
    - VE：竹原宏紀
    - 音声：寿田道陽
    - バリライト：岡本テイジ（東京舞台照明）、今井祐一（バリライト）

  - 〜MAX移動中継〜：
    - TD：深沢知巳
    - カメラ：徳竹敦史
    - VE：八木真
    - 音声：小澤義春
    - ヘリカメラ：大吉なぎさ

  - 〜石川県産業展示館〜：
    - TD：清水護
    - 音声：塚野誠司
    - ディレクター：源田好章、力丸伯
    - 制作協力：MRO

  - 〜千葉マリンスタジアム〜：
    - 技術CREW：東通

  - 〜横浜アリーナ〜：
    - 技術CREW：TBS VISION

  - 〜沖縄こどもの国〜：
    - TD：比嘉進
    - カメラ：宮城修
    - VE：稲嶺盛夫
    - 音声：喜納正保
    - プロデューサー：豊島亮一
    - 制作協力：RBC
- 協力：宝塚歌劇団、TAKARAZUKA1000days劇場、山形県上山市、千葉マリンスタジアム、西武バス、松坂屋名古屋店、日本テレビ放送網、生田スタジオ、ペガサス乗馬クラブ、スポーツ報知、赤坂BLITZ
- 技術協力：エヌ・エス・ティー、サンライズアート、TAMCO、ダブルビジョン、エヌケイ特機、東通インターナショナル、サンフォニックス、アートメイク・トキ
- ディレクター：小野喜世仁、吉田裕二、津留正明、大木真太郎、柳崎芳夫、世良田光、長内信博
- アシスタントプロデューサー：サード吉田(吉田裕二)、市原博行
- TK：吉岡千絵、伊藤佳加
- 演出スタッフ：加藤新、安藤広孝、立澤伸元／原祐二、狩生紀子
- プロデューサー：大崎幹
- 総合演出：安田淳
- 製作著作：TBS

## 関連番組
- ザ・ベストテン豪華版
- CDTVスペシャル
- カウントダウンオールヒット
- MBS超ワイドまつり - MBSテレビにおける、同特番と同じ日の昼間から夕方にかけて放送される生放送の大型特別番組。出演者は板東英二、月亭八方、西川きよし、野村啓司、吉本新喜劇座員など、MBSに縁のある芸能人の皆さん。
- 音楽の日 - 2011年以降、TBS系列で年1回夏に生放送されている大型音楽特別番組。